# Vladimír Vondra
Vladimír Vondra (6. června 1930, Martinice u Proseče - 20. června 2007, Praha) byl český spisovatel. Největšího ohlasu dosáhla jeho prvotina Zbojnická balada (1956).
Narodil se v rodině železničního zřízence. Maturoval roku 1950 na reálném gymnáziu v Praze. Dálkově potom studoval na Pedagogické fakultě v Olomouci, ale studium nedokončil, stejně jako řádné studium ruštiny a gruzínštiny na Filozofické fakultě Univerzity Karlovy. Živil se poté jako učitel (Dolní Domaslovice, Morávka, Praha-Modřany, Praha-Zbraslav). Svou prvotinu o beskydském zbojníkovi Ondrášovi Zbojnická balada vydal ještě jako učitel roku 1956. Kritika ji přivítala s nadšením a hovořila o vančurovské a olbrachtovské inspiraci. Učil až do roku 1959, poté se stal redaktorem časopisu Plamen, kde působil do roku 1965. V letech 1967–1970 pracoval ve Státním nakladatelství dětské knihy, jako lektor v Literárních novinách a v kulturní redakci Československé televize, pro niž psal zejména scénáře k seriálu uměleckých medailonků (mj. Stanislav Kostka Neumann, Marie Pujmanová, Jiří Wolker, Josef Kainar, Vladislav Vančura, Jean-Paul Sartre, Graham Greene, Vladimír Komárek, Stanislav Kolíbal, Leopolda Dostalová). Jako typický "osmašedesátník" musel během normalizace z médií odejít a ztratil možnost i knižně publikovat. Pracoval jako manipulant ve Státní knihovně, hlídač v Národní galerii, skladník v podniku Technosport, hlídač v pražské Loretě a nakonec, od roku 1978 až do roku 1990, jako pomocný sedlářský dělník a normovač v národním podniku Sport. Po Listopadu 1989 se podílel na scénáře k filmu Drahomíry Vihanové Zpráva o putování studentů Petra a Jakuba, podařilo se mu vydat znovu prozaickou knihu a v závěru života vydal ještě knihu pohádek pro děti.
Přemysl Blažíček ve Slovníku české literatury po roce 1945 jeho styl charakterizuje jako "jazykovou vytříbenost", která však v jeho vrcholné próze 60. let (Šach mat) přechází do "virtuozity místy až dekorativní".